# Turdina de Rabor
La turdina de Rabor (Robsonius rabori) és una espècie d'ocell de la família dels locustèl·lids (Locustellidae). És endèmic de l'illa de Luzon, al nord de les Filipines. El seu hàbitat són els boscos tropicals i subtropicals de frondoses humits de les terres baixes. Està amenaçada per la pèrdua d'hàbitat i el seu estat de conservació es considera vulnerable.